# Frederiksholms Kanal

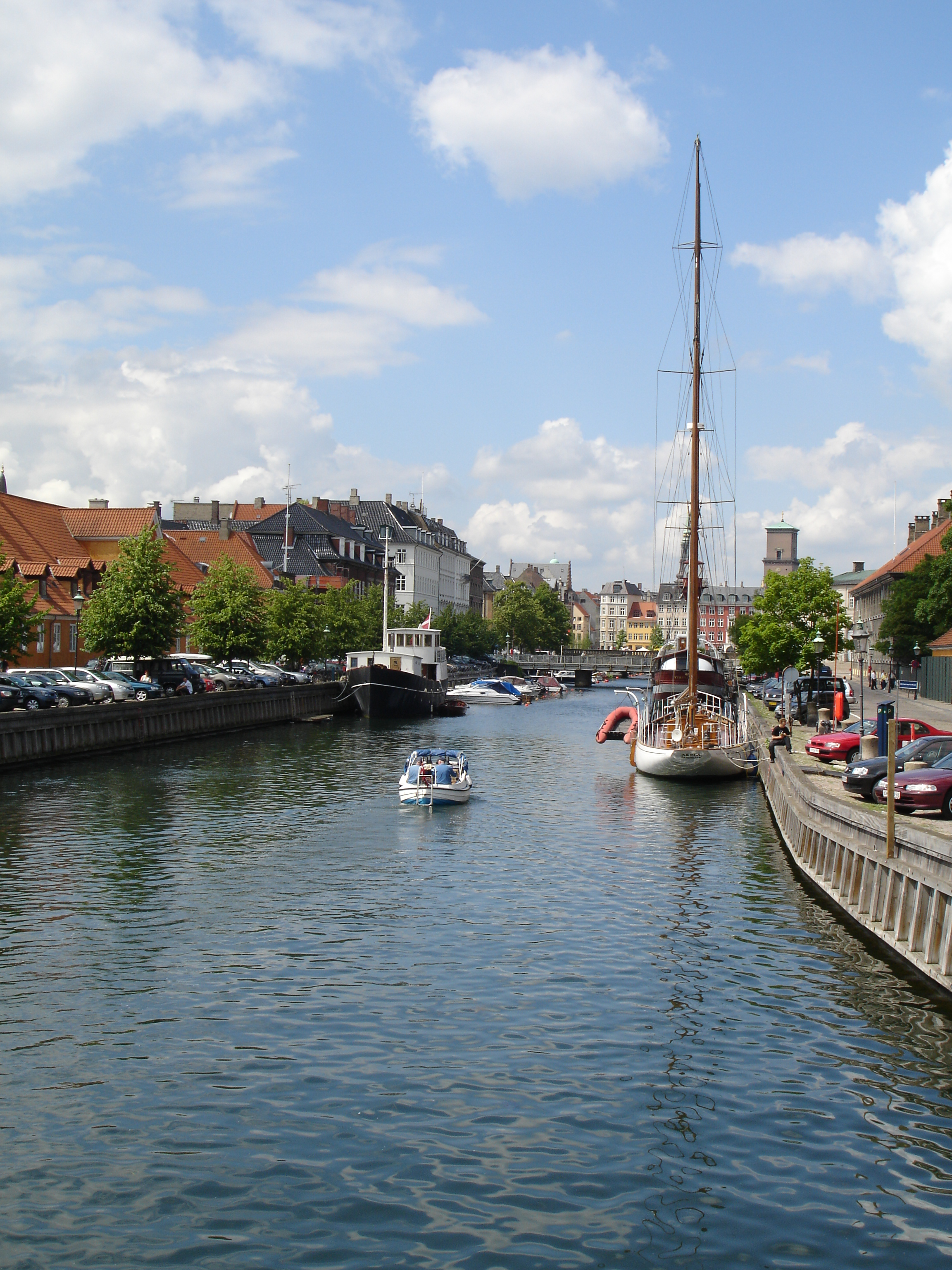
Frederiksholms Kanal, vista desde el puerto

El Frederiksholms Kanal es un canal del centro de Copenhague, Dinamarca, que recorre el lado suroeste de Slotsholmen, junto con el Slotholmens Kanal, separando la isla de Selandia. El nombre también se aplica a la continuación de Rådhusstræde, que sigue el canal durante la mayor parte de su recorrido, primero en su lado sur y en el último tramo, desde Prinsens Bro y hasta el paseo marítimo, a ambos lados del canal. Hay varios edificios históricos frente al canal, que van desde la Mansión del Príncipe, que ahora alberga el Museo Nacional, y los terrenos de equitación de Christiansborg, hasta la diminuta Casa del Mozo de Cuadra, que forma parte de Civiletatens Materialgård, un antiguo almacén que ahora utiliza la Escuela de Escultura de la Real Academia Danesa de Bellas Artes.

## Historia

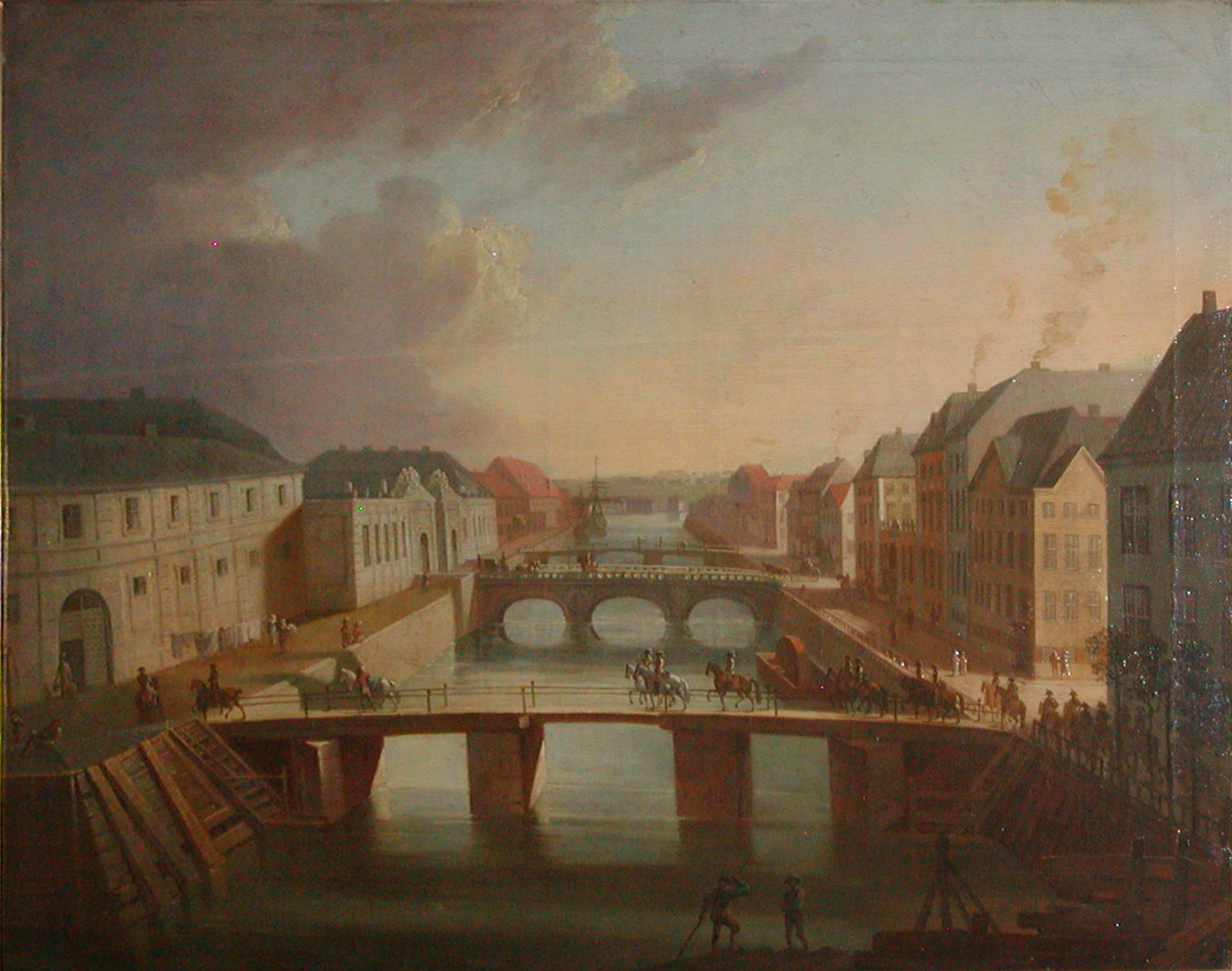
Una escena de Frederiksholms Kanal en 1794, pintada por Christian August Lorentzen

La historia del canal se remonta a la ampliación de la Muralla Oeste de Copenhague tras el asalto a la ciudad en 1659. Para proteger mejor Slotsholmen, que entonces albergaba tanto el palacio real como la flota, se amplió la Muralla Oeste hasta el mar. La zona de aguas poco profundas entre la muralla ampliada y Slotsholmen se rellenó para formar un distrito al que se dio el nombre de Frederiksholm. El Frederiksholms Kanal fue excavado en 1681.

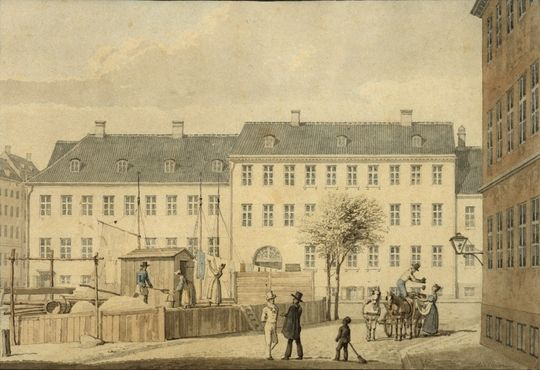
El arenero de Frederiksholms Kanal, acuarela de Heinrich Gustav Ferdinand Holm de 1835

Parte de la nueva zona de Frederiksholm se utilizó para el almacenamiento de materiales de construcción que se utilizaban en las obras de construcción, tanto militares como civiles, que se desarrollaban constantemente en la ciudad en expansión. Muchos materiales llegaban por barco, por lo que la ubicación junto al canal donde podían amarrar era conveniente. También había un arenero donde la draga depositaba arena que se usaba para las construcciones alrededor de la ciudad.

## Edificios y residentes notables

### Las dos instalaciones de almacenamiento

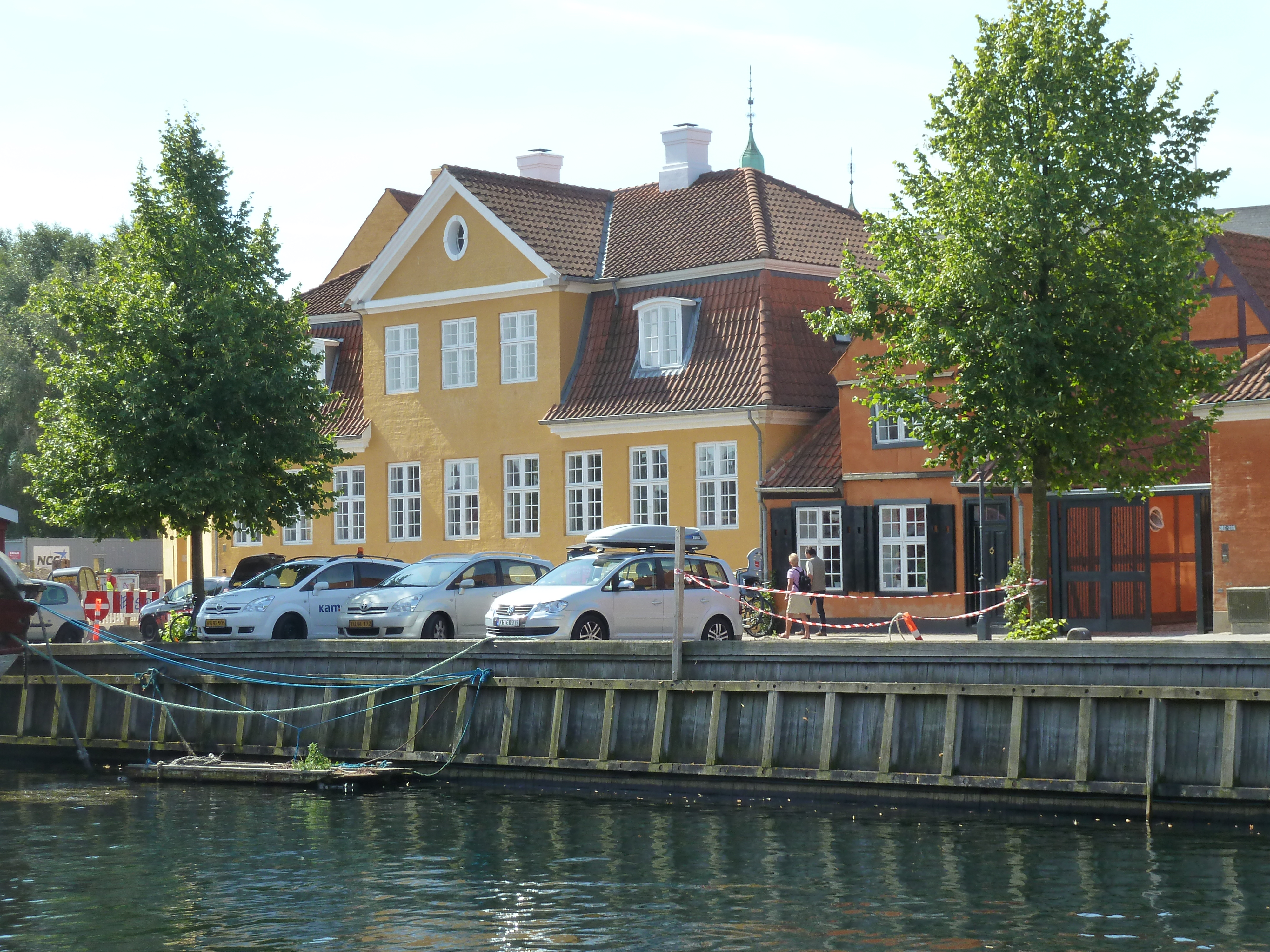
La casa del encargado del almacenamiento

El almacén militar Fæstningens Materialgård se estableció poco después de que se excavara el Frederiksholms Kanal, pero ninguno de los edificios originales existe en la actualidad. Los edificios que quedan en la actualidad están dispuestos alrededor de un patio central. El más antiguo de ellos es la Casa del Guarda del Almacén, de 1740. Al almacén militar se le sumó en 1771 el Civiletatens Materialgård, un almacén civil, formado por un pequeño grupo de edificios encalados.

### Cuartel de la Guardia Real a Caballo

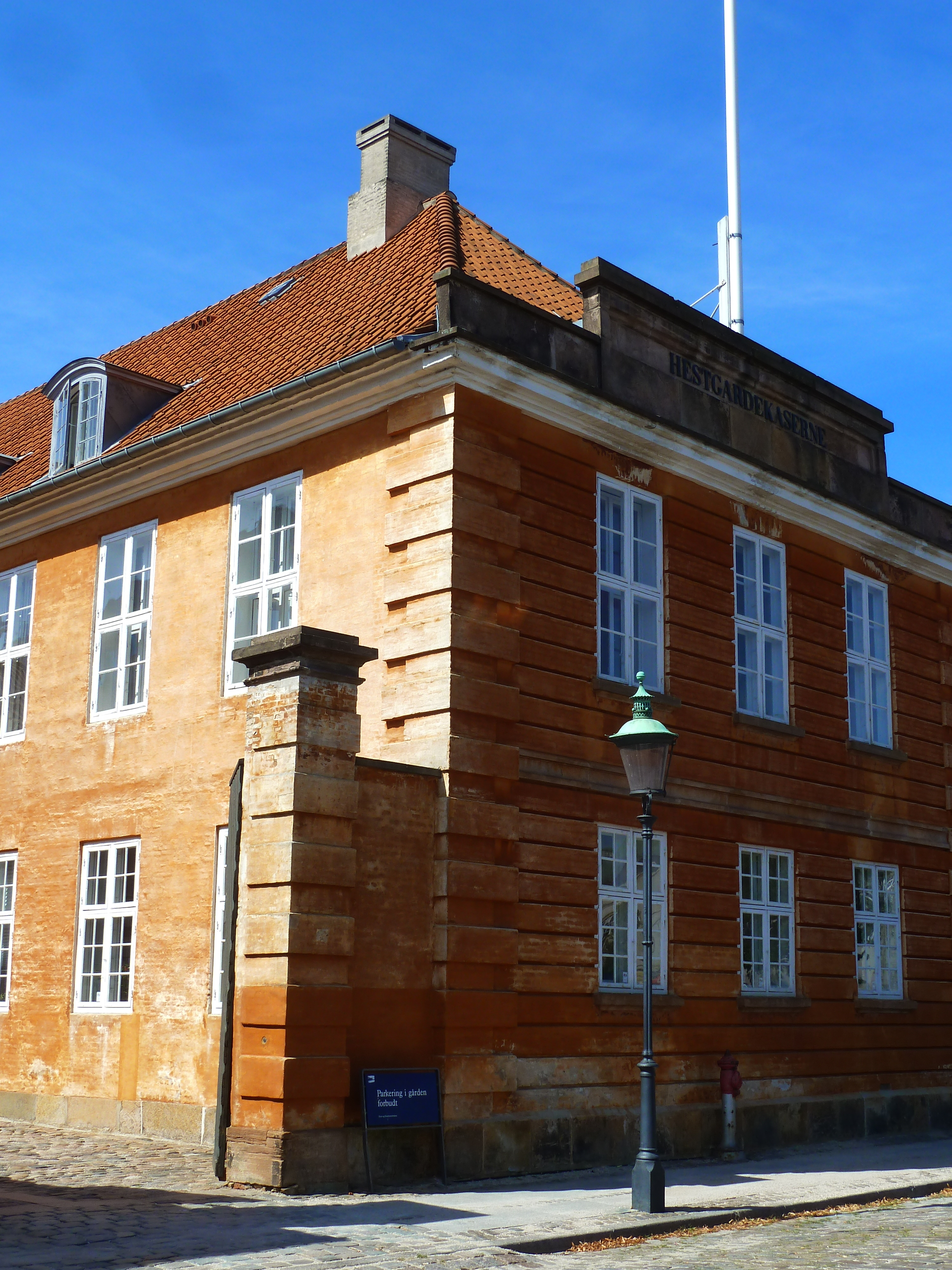
El Cuartel de la Guardia Real a Caballo visto desde el canal

en 1792 siguieron los cuarteles de la Guardia Real de Caballería. Se construyeron en una franja de terreno que antes formaba parte de Civiletatens Materialgård. El cuartel sufrió un incendio en 1798, pero fue reconstruido y, tras la disolución de la Guardia Real de Caballería, sirvió como cuartel de artillería.

### Mansiones

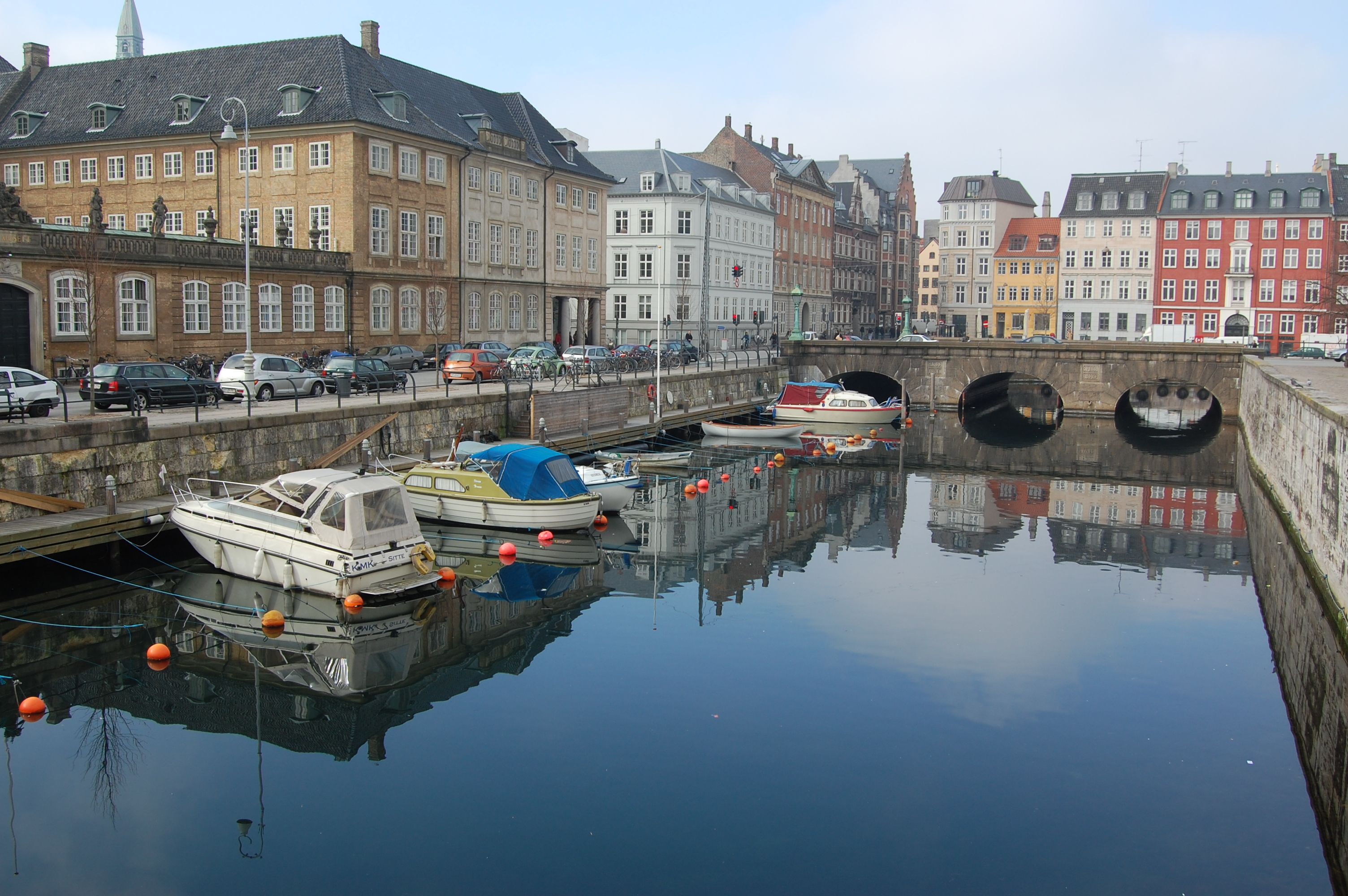
La mansión del príncipe

Más hacia el interior, la zona de Frederiksholm fue construida con edificios residenciales. El más destacado es la Mansión del Príncipe, construida originalmente en 1681, pero ampliada y adaptada para su uso como residencia de dos príncipes herederos consecutivos a mediados del siglo XVIII.
La mansión Barchmann fue construida en 1741 y originalmente se alquilaba a diplomáticos extranjeros.

### Edificios del lado de Slotsholmen

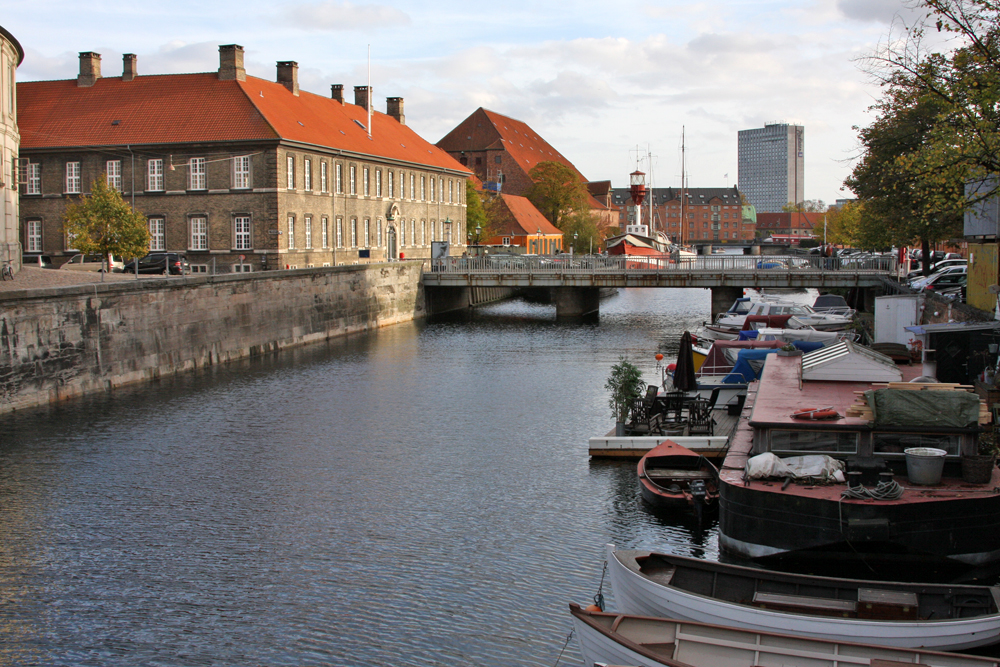
Staldmestergården y cervecería de Christian IV

Algunos edificios del lado del canal de Slotsholmen también se dirigen al Frederiksholms Kanal, como el Staldmestergården y el pequeño Almacén de las Islas Feroe. Este último estaba situado originalmente al otro lado del canal, pero se trasladó a la ubicación actual cuando la Cervecería del Rey, que hasta entonces tenía su sede en su actual vecino, el edificio conocido ahora como Cervecería de Christian IV, se trasladó al otro lado del canal para minimizar el riesgo de incendio. La nueva cervecería fue demolida en 1976 y el lugar, conocido como Brewhouse Site, ha permanecido sin desarrollar desde entonces. La fundación Realdania lo adquirió en 2005 y está previsto que en 2013 se construya un edificio de uso mixto diseñado por Rem Koolhass. El edificio albergará el Centro Danés de Arquitectura, que ahora tiene su sede en Gammel Dok, al otro lado del puerto, así como oficinas y viviendas.

## Puentes

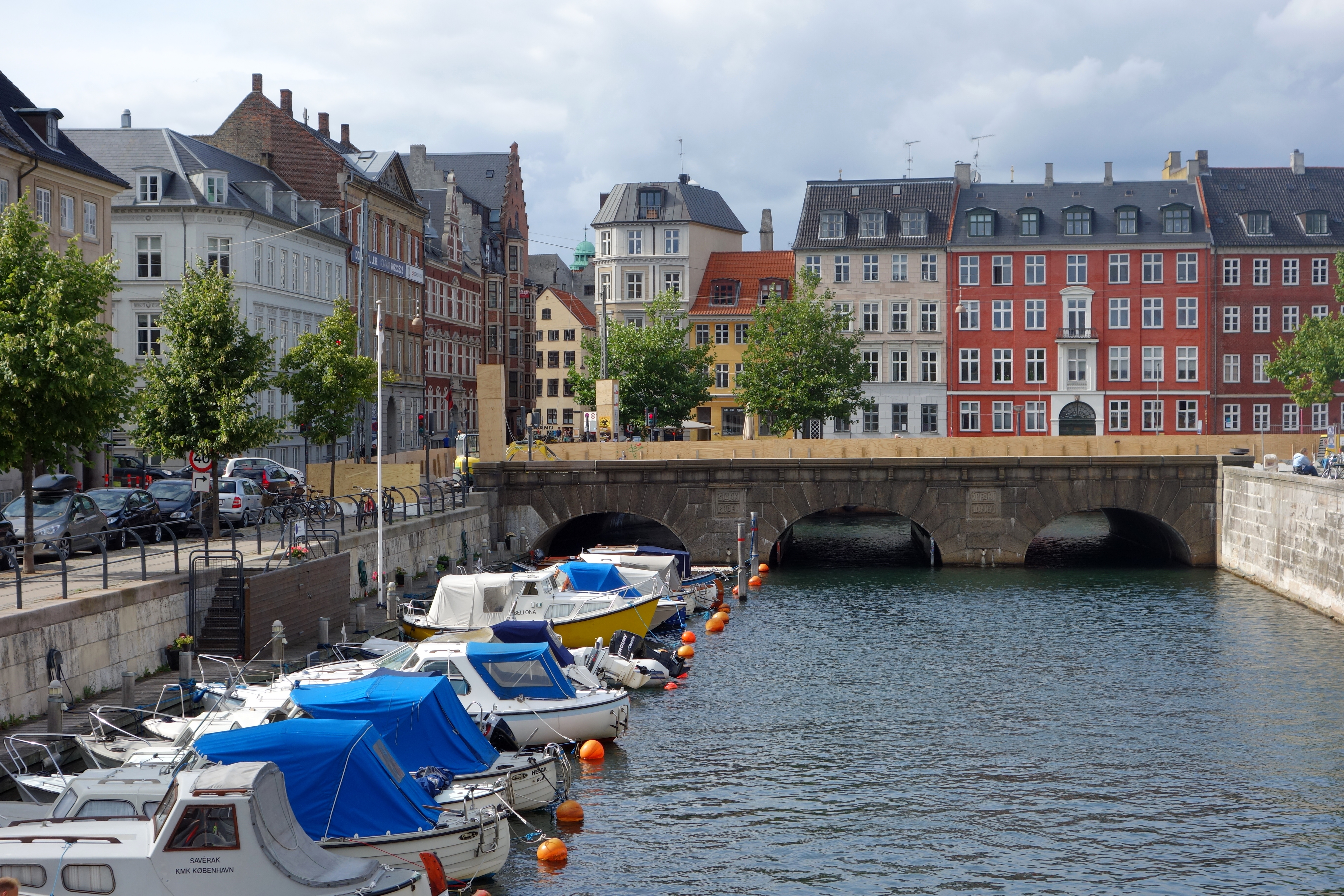
El puente de las Tormentas visto desde el Puente de Mármol

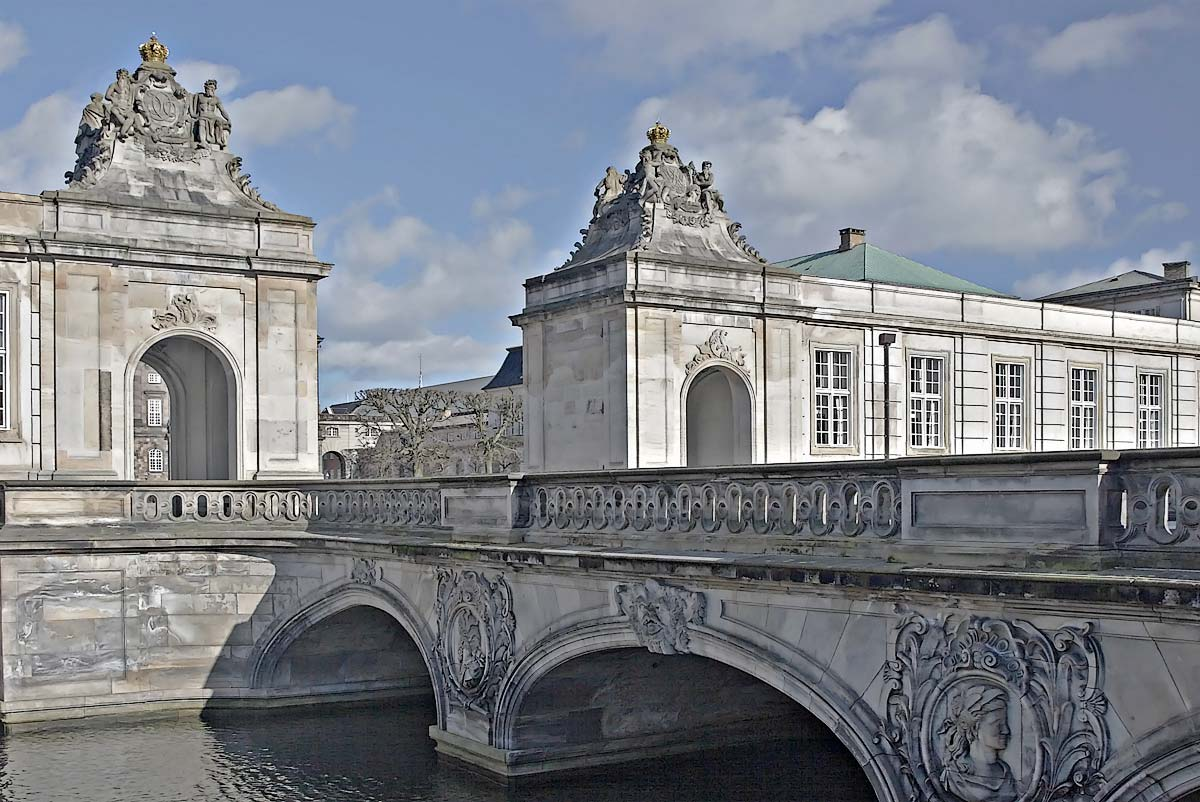
Puente de Mármol con sus dos pabellones

Frederiksholms Kanal está atravesado por cuatro puentes, incluido el puente de las Tormentas, que lo separa del Slotsholmens Kanal. Este último lleva el nombre de la toma de la ciudad en 1659 que condujo a la construcción del canal. Un puente de doble arco construido en piedra y que conecta Stormgade del lado de Zelandia con Vindebrogade en Slotsholmen, el puente actual fue construido en 1914 con un diseño de Martin Nyrop de 1898.
El puente más notable que cruza el canal es el puente de Mármol, que proporciona acceso a los terrenos de equitación de Christiansborg. La antigua entrada principal y una de las pocas características sobrevivientes del primer Palacio de Christiansborg que se quemó en 1794, el puente fue construido entre 1739 y 1745 con Nicolai Eigtved como arquitecto principal.
Prinsens Bro ( Puente del Príncipe ), también conocido como Tøjhusbroen ( Puente del Arsenal ) por el Arsenal de Christian IV en Slotsholmen, conecta Ny Kongensgade con Tøjhusgade. El primer puente del lugar se construyó en 1682, pero el actual data del siglo XX.
El puente Bryghusbroen (Brewhouse Bridge) se encuentra en la desembocadura del puente, entre la Brewhouse de Christian IV y el Sitio de la Brewhouse. Es un puente basculante construido en 1935 y originalmente también llevaba las vías del tren del puerto, pero fueron retiradas en 1972. Recibió su nombre actual en 1963.

## Buques

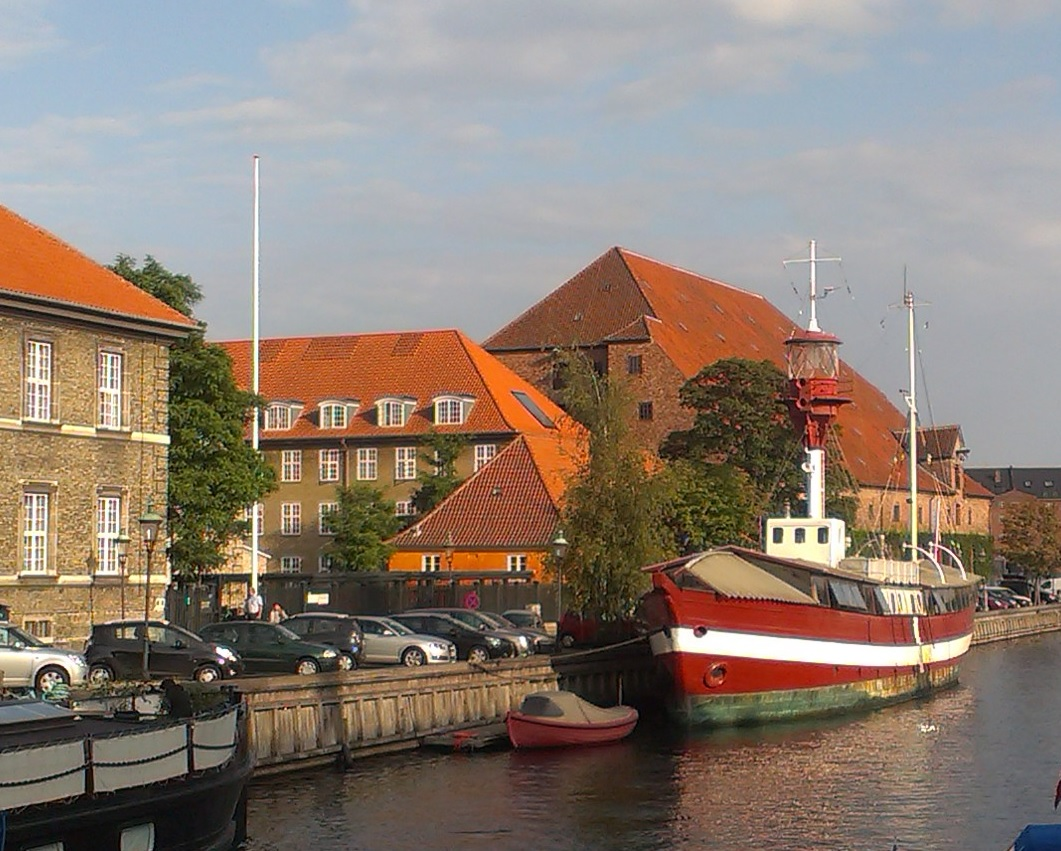
Buque faro No. XI

El canal alberga un par de casas flotantes grandes. El más distintivo de estos es el Lightvessel No. XI, originalmente construido en 1878 y luego modificado varias veces antes de ser dado de baja y vendido en 1977, después de 99 años de servicio en varias posiciones. El comprador fue el artista y diseñador Bo Bofils, quien lo adaptó para su uso como casa flotante y lo trasladó a su ubicación actual. Un barco gemelo, el Lightvessel No. XVII "Gedser Rev", es propiedad del Museo Nacional y tiene su sede en Nyhavn, donde sirve como barco museo.